# Generalny Inspektor Ochrony Danych Osobowych
Generalny Inspektor Ochrony Danych Osobowych (w skrócie GIODO) – organ do spraw ochrony danych osobowych w latach 1997–2018, działający na podstawie ustawy z dnia 29 sierpnia 1997 r. o ochronie danych osobowych. Zgodnie z ustawą z dnia 10 maja 2018 r. o ochronie danych osobowych, z dniem 25 maja 2018 został zastąpiony Prezesem Urzędu Ochrony Danych Osobowych.

## Zadania
GIODO kontrolował zgodność przetwarzania danych z przepisami ustawy, wydawał decyzje administracyjne i rozpatrywał skargi w sprawach wykonania przepisów o ochronie danych osobowych, prowadził rejestr zbiorów danych, opiniował akty prawne dotyczące ochrony danych osobowych, inicjował i podejmował przedsięwzięcia w zakresie doskonalenia ochrony danych osobowych, uczestniczył w pracach międzynarodowych organizacji i instytucji zajmujących się problematyką ochrony danych osobowych (np. Grupy roboczej art. 29).
GIODO powoływany był na 4-letnią kadencję (liczoną od dnia złożenia przysięgi) przez Sejm RP za zgodą Senatu. W zakresie wykonywania swoich zadań podlegał tylko ustawie. Przysługiwał mu immunitet.
W celu wykonania swoich zadań miał do pomocy Biuro Generalnego Inspektora Ochrony Danych Osobowych, którego siedziba znajdowała się w Warszawie.
Zgodnie z art. 20 ustawy, raz w roku Generalny Inspektor składał Sejmowi sprawozdanie ze swojej działalności wraz z wnioskami wynikającymi ze stanu przestrzegania przepisów o ochronie danych osobowych. Sprawozdanie było dostępne w formie druku sejmowego.

## Likwidacja
10 maja 2018 roku Sejm RP VIII kadencji uchwalił nową ustawę o ochronie danych osobowych, która zastąpiła ustawę z 1997 roku i przewidywała likwidację organu oraz ustanowienie nowego organu właściwego w sprawie ochrony danych osobowych – Prezesa Urzędu Ochrony Danych Osobowych.

## Osoby pełniące funkcję Generalnego Inspektora Ochrony Danych Osobowych
- I kadencja (4 kwietnia 1998 – 26 kwietnia 2002) – Ewa Kulesza
- II kadencja (26 kwietnia 2002 – 13 lipca 2006) – Ewa Kulesza
- III kadencja (13 lipca 2006 – 3 sierpnia 2010) – Michał Serzycki
- IV kadencja (4 sierpnia 2010 – 28 sierpnia 2014) – Wojciech Wiewiórowski
- V kadencja (29 sierpnia 2014 – 18 grudnia 2014) – Wojciech Wiewiórowski
- VI kadencja (22 kwietnia 2015 – 25 maja 2018) – Edyta Bielak-Jomaa

## Budżet, zatrudnienie i wynagrodzenia
Wydatki i dochody Generalnego Inspektora Ochrony Danych Osobowych były realizowane w części 10 budżetu państwa.
W 2017 wydatki GIODO wyniosły 20,15 mln zł, a dochody 0,02 mln zł. Przeciętne zatrudnienie w Biurze GIODO w przeliczeniu na pełne etaty wyniosło 142 osoby, a średnie miesięczne wynagrodzenie brutto 7050 zł.
W ustawie budżetowej na 2018 wydatki Generalnego Inspektora Ochrony Danych Osobowych zaplanowano w wysokości 21,01 mln zł.